# Поколение (фильм)
«Поколение» (пол. Pokolenie) — дебютный фильм режиссёра Анджея Вайды. Военная драма, снятая в 1954 году студией «Кадр» (Польша). Картина — первая часть трилогии, продолженная лентами «Канал» (1956 год) и «Пепел и алмаз» (1958 год). По оценкам критиков, фильм знаменует начало существования такого социально-художественного направления, как Польская школа кинематографа, возникшего в условиях политической оттепели начала 1950-х годов.

## Сюжет
1942—1943 годы. Молодой «патриотически настроенный вор» Стах Мазур (Ломницкий) живёт в бедном районе Варшавы, оккупированной нацистами. Он с друзьями пытается украсть уголь из немецких военных поездов. Попытка проваливается: товарищ застрелен часовым, раненому Стаху удаётся скрыться.
Мазур устраивается на работу в мастерские. Он знакомится с красивой девушкой Доротой (Моджиньска), которая вдохновляет его на участие в деятельности подпольной коммунистической ячейки сопротивления. Группа разрабатывает и осуществляет операцию по оказанию помощи узникам еврейского гетто, где готовится восстание.

## В ролях
- Тадеуш Ломницкий — Стах Мазур
- Тадеуш Янчар — Ясь Кроне
- Уршуля Моджиньска — Дорота
- Роман Полански — Мундек
- Януш Палюшкевич — Секула
- Рышард Котыс — Яцек
- Зигмунт Хобот — Абрам
- Зыгмунт Зинтель — мастер Зярно
- Станислав Мильский — дворник Кроне
- Людвик Бенуа — Гжесь
- Данута Водыньская — Франусёва
- Зофья Ямры — владелица магазина
- Зофья Червиньская — барменша Лола
- Казимеж Вихняж — охранник

## Дубляж на русский язык
Фильм дублирован на киностудии им. Горького.
- Николай Граббе, Сергей Яковлев, А. Алексеев, В. Прохоров, В. Рождественский, З. Толбузина и другие.

## Художественные особенности
Фильм снят в манере, свойственной Анджею Вайде в этот период: сочетание лаконичного экспрессионизма чёрно-белого цвета с мощным символизмом, берущим корни из польского романтизма. Он может также рассматриваться как каталог будущих тематических интересов режиссёра, повествовательных решений и стилистических особенностей и, таким образом, как ключ к пониманию всего его творчества.

## Критика
При позитивных, в целом, оценках фильма, критики принимают его с определёнными оговорками. Показательно мнение Майкла Брука, одного из кураторов национального архива Британского института кино: «Картина получила широкую известность как источник, из которого возникло послевоенное польское кино. Хотя, безусловно, фильм — новаторский, его историческое значение невозможно игнорировать или отрицать, но, в конечном счёте, он скорее внесён в каноны Вайды, как фильм на перспективу, не достигший уровня шедевра».
Ряд критиков бо́льшее внимание уделял исторической и идеологической составляющим фильма. Так, Ден Шнайдер в своём издании «Сosmoetica» пишет: «„Поколение“ не является чрезвычайно хорошим фильмом. Нет, это не плохой фильм, но визуально очень напоминает посредственные фильмы нуар 1940-х годов смешанные с итальянским неореализмом<…> Что касается героев фильма, то они являются нереально одномерным инструментарием в руках агитпропа, который заложен в самой сущности „Поколения“. Правда, надо понимать, что фильм должен был получить зелёный свет от польских цензоров. Но в отличие от того, что позже будет достигнуто более зрелым Вайдой и кинорежиссёрами, такими как Роман Полански (который играет небольшую роль в фильме) и Кшиштоф Кесьлёвский, „Поколение“ выглядит более как лакировка коммунизма».